# Список чемпионов WWF в полутяжёлом весе
Эта статья о чемпионах упразднённого чемпионата WWF в полутяжёлом весе (1981/97–2001/02) годов. Историю другого упразднённого чемпионата первого тяжело веса см. Чемпион WWE в первом тяжёлом весе (1991–2007). Историю современного чемпионата первого тяжело веса смотрите Чемпион NXT в первом тяжёлом весе. О других упразднённых чемпионствах в WWE см. Список неиспользуемых чемпионских титулов WWE

[[Файл:X-Pac 111007.jpg|right|thumb|200px|

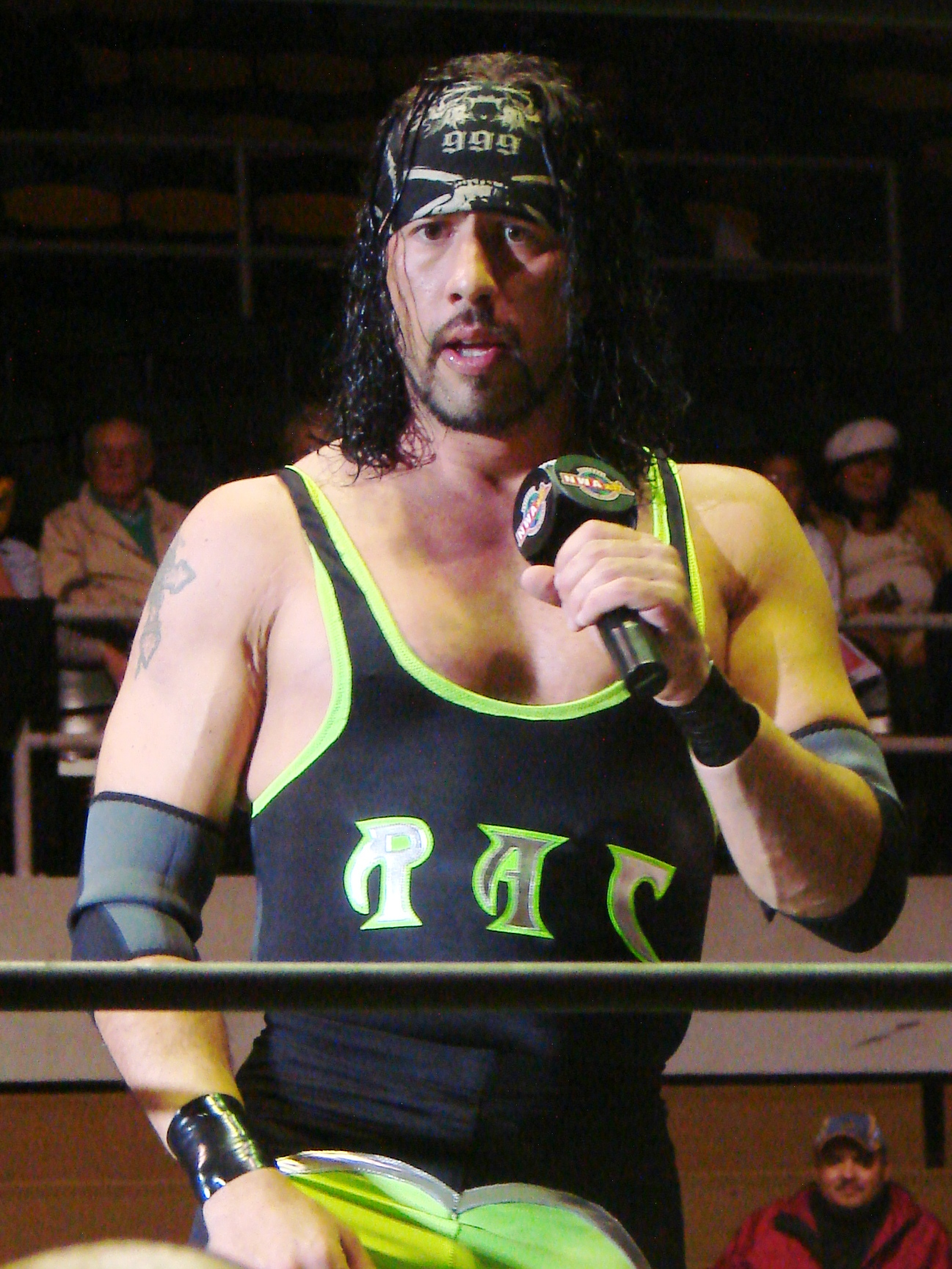
Center|Последний обладатель чемпионского титула X-Pac

Чемпион WWF в полутяжёлом весе (англ. WWF Light Heavyweight Championship) — упраздненный чемпионский титул, в полутяжёлом весе, в профессиональном реслинге продвигавшийся Universal Wrestling Association (UWA), Michinoku Pro Wrestling (MPW) и New Japan Pro-Wrestling (NJPW) в партнёрстве с World Wrestling Federation (WWF ныне WWE). Титул оспаривался рестлерами полутяжеловесами, вес которых не превышал 215 фунтов - 97 килограмм — (после возвращения титула в WWF ограничение веса было изменено на 220 фунтов - 100 килограмм). С 1981 по 1990-е годы WWF поддерживал деловые отношения с UWA, мексиканской федерацией в стиле Луча Либре, результатом чего стало создание чемпионата WWF в полутяжёлом весе для UWA. Когда UWA прекратила свою деятельность в 1995 году, титул перешел к японской федерации MPW которая также специализируется на стиле Луча Либре. В 1996 году в рамках объединения нескольких чемпионатов из разных федераций состоялся турнир J-Crown проводимый NJPW, после чего титул перешёл к ним. В 1997 году, в результате того, что WWF владела товарными знаками чемпионата, NJPW была вынуждена вернуть им титул. Месяц спустя WWF начали свою историю чемпионства в Соединенных Штатах.
В марте 2001 года WWF выкупили активы World Championship Wrestling (WCW), включая права на все их чемпионаты, среди прочих, у них был и аналог действующего в WWF, Чемпионат WCW в первом тяжёлом весе. В дальнейшем WWF стали использовать титул у себя во время сюжетных линий "вторжение", в которых бывшие рестлеры WCW враждовали с действующими из WWF. После того, как история "вторжения" закончилась WWF объединили титулы, а свой упразднили, далее чемпионат WCW в первом тяжёлом весе стал именоваться чемпионат WWF в первом тяжёлом весе. World Wrestling Entertainment (WWE) ранее WWF использовали чемпионат до 2007 года, когда титул также был упразднён.
Чемпионат разыгрывался в матчах в которых рестлеры отыгрывали те или иные сценарии (положительных Face или отрицательных Heel персонажей). За всё время титул оспаривался в Японии, Мексике и в США. Первым чемпионом, признанным UWA, был Перро Агуайо, который выиграл титул в финале турнира в марте 1981 года. Шинджиро Отани был последним чемпионом, признанным NJPW, прежде чем титул был возвращен WWF он выиграл титул в августе 1997 года. Хотя данное чемпионство и не признано WWF, Ультимо Драгон единственный рестлер, который был чемпионом WWF в полутяжёлом весе и чемпионом WCW в первом тяжёлом весе одновременно до покупки WWF WCW. Первым чемпионом признанным WWF, стал Така Мичиноку, который выиграл титул в финале турнира 7 декабря 1997 года. После победы в августе 2001 года X-Pac стал последним рестлером, который удерживал титул, прежде чем его объединив с чемпионством WCW в первом тяжёлом весе и упразднили. Перро Агуайо и Виллано III удерживали титул больше всего раз, 7. Самое длительное удержания титула вне WWF было у Виллано III с 1984 по 1986 годы, длительностью в 826 дней, в WWF дольше всех титул удерживал Гилберг длительностью в 448 дней. Перро Агуайо в UWA и Скотти 2 Хотти в WWF разделяют самое короткое чемпионстово в 8 дней. За всё время поясом владело 26 чемпионов 15 за пределами WWF и 11 в WWF, а всего смен владельца было 45 раз.

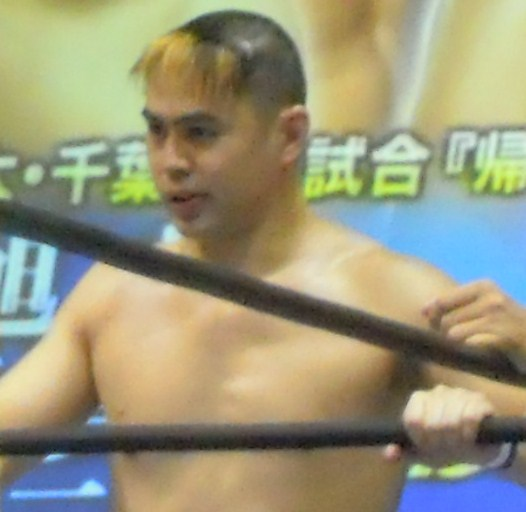
Center|Первый чемпион в WWE
Така Мичиноку

[[Файл:Taka Michinoku.jpg|thumb|right|200px|

## История титула

### Действующий Чемпион WWF в полутяжёлом весе
В настоящее время чемпионство упразднёно

#### Список чемпионов в UWA/MPW/NJPW
С 1981 по 1997 годы титулом владело пятнадцать чемпионов и три раза его делали вакантным.
| №  | Рестлер              | Фото | Дата                  | Статистика | Статистика | Город                               | Шоу                  | Примечания | Ссылки                          |
| №  | Рестлер              | Фото | Дата                  | К.Ч.       | Дней       | Город                               | Шоу                  | Примечания | Ссылки                          |
| -- | -------------------- | ---- | --------------------- | ---------- | ---------- | ----------------------------------- | -------------------- | --- | ------------------------------- |
| 1  | Перро Агуайо         |      | 26 марта 1981 года    | 1          | 183        | Сидзуока, Сидзуока, Япония          | House show           | Агуайо победил Гран Хамаду в финале турнира и стал первым чемпионом. | [ 6 ] [ 16 ] [ 17 ]             |
| 2  | Фишман               |      | 25 сентября 1981 года | 1          | 15         | Лос-Анджелес, Калифорния, США       | House show           | | [ 6 ] [ 16 ] [ 17 ]             |
| 3  | Перро Агуайо         |      | 10 октября 1981 года  | 2          | 8          | Лос-Анджелес, Калифорния, США       | House show           | | [ 6 ] [ 16 ] [ 17 ]             |
| 4  | Крис Адамс           |      | 18 октября 1981 года  | 1          | 56         | Мехико, Федеральный округ, Мексика  | House show           | | [ 6 ] [ 16 ] [ 17 ]             |
| 5  | Перро Агуайо         |      | 13 декабря 1981 года  | 3          | 129        | Мехико, Федеральный округ, Мексика  | House show           | | [ 6 ] [ 16 ] [ 17 ]             |
| 6  | Гран Хамада          |      | 21 апреля 1982 года   | 1          | 130        | Токио, Столичный округ, Япония      | House show           | | [ 6 ] [ 16 ] [ 17 ]             |
| 7  | Перро Агуайо         |      | 29 августа 1982 года  | 4          | 203        | Мехико, Федеральный округ, Мексика  | House show           | | [ 6 ] [ 16 ] [ 17 ]             |
| 8  | Виллано III          |      | 20 марта 1983 года    | 1          | 140        | Мехико, Федеральный округ, Мексика  | House show           | | [ 6 ] [ 16 ] [ 17 ]             |
| 9  | Перро Агуайо         |      | 7 августа 1983 года   | 5          | 254        | Мехико, Федеральный округ, Мексика  | House show           | | [ 6 ] [ 16 ] [ 17 ]             |
| 10 | Гран Хамада          |      | 17 апреля 1984 года   | 2          | 333        | Токио, Столичный округ, Япония      | House show           | | [ 6 ] [ 16 ] [ 17 ]             |
| 11 | Виллано III          |      | 20 мая 1984 года      | 2          | 826        | Мехико, Федеральный округ, Мексика  | House show           | | [ 6 ] [ 16 ] [ 17 ]             |
| 12 | Фишман               |      | 24 августа 1986 года  | 2          | 122        | Мехико, Федеральный округ, Мексика  | House show           | | [ 6 ] [ 16 ] [ 17 ]             |
| 13 | Перро Агуайо         |      | 24 декабря 1986 года  | 6          | 130        | Мехико, Федеральный округ, Мексика  | House show           | | [ 6 ] [ 16 ] [ 17 ]             |
| —  | Титул вакантен       |      | 3 мая 1987 года       | —          | —          | —                                   | —                    | UWA заставил Перро Агуайо отказаться от чемпионства после того, как защита титула против Виллано III закончилась спором.                                                                         | [ 18 ]                          |
| 14 | Виллано III          |      | 17 июня 1987 года     | 3          | 109        | Мехико, Федеральный округ, Мексика  | House show           | Виллано III победил Перро Агуайо в матче-реванше за вакантный титул. | [ 6 ] [ 16 ] [ 17 ]             |
| 15 | Рэмбо                |      | 4 октября 1987 года   | 1          | 281        | Мехико, Федеральный округ, Мексика  | House show           | | [ 6 ] [ 16 ] [ 17 ]             |
| 16 | Виллано III          |      | 11 июля 1988 года     | 4          | 399        | Мехико, Федеральный округ, Мексика  | House show           | | [ 6 ] [ 16 ] [ 17 ]             |
| 17 | Сангре Чикана        |      | 14 августа 1989 года  | 1          | 62         | Мехико, Федеральный округ, Мексика  | House show           | | [ 6 ] [ 16 ] [ 17 ]             |
| 18 | Перро Агуайо         |      | 15 октября 1989 года  | 7          | 49         | Мехико, Федеральный округ, Мексика  | House show           | | [ 6 ] [ 16 ] [ 17 ]             |
| 19 | Сангре Чикана        |      | 3 декабря 1989 года   | 2          | 175        | Мехико, Федеральный округ, Мексика  | House show           | | [ 6 ] [ 16 ] [ 17 ]             |
| 20 | Виллано III          |      | 27 мая 1990 года      | 5          | 280        | Наукальпан, Мехико, Мексика         | House show           | | [ 19 ]                          |
| 21 | Кид Пегас            |      | 3 марта 1991 года     | 1          | 560        | Наукальпан, Мехико, Мексика         | House show           | | [ 20 ]                          |
| 22 | Виллано III          |      | 13 сентября 1992 года | 6          | 110        | Наукальпан, Мехико, Мексика         | House show           | | [ 6 ] [ 16 ] [ 17 ]             |
| 23 | Эль Сигно            |      | 1 января 1993 года    | 1          | 563        | Несауалькойотль, Мехико, Мексика    | House show           | | [ 6 ] [ 16 ] [ 17 ]             |
| 24 | Виллано III          |      | 18 июля 1994 года     | 7          | 176        | Пуэбла-де-Сарагоса, Пуэбла, Мексика | House show           | | [ 6 ] [ 16 ] [ 17 ]             |
| —  | Титул вакантен       |      | 10 января 1995 года   | —          | —          | —                                   | —                    | Виллано III был вынужден снять с себя полномочия чемпиона и покинуть UWA, так как подписал контракт с промоушеном PROMELL.                                                                       | [ 6 ] [ 16 ] [ 17 ] [ Прим. 1 ] |
| 25 | Аэро Флэш            |      | 16 июня 1995 года     | 1          | 282        | Несауалькойотль, Мехико, Мексика    | House show           | Флэш выиграл вакантный титул в финале турнира. | [ 6 ] [ 16 ] [ 17 ]             |
| 26 | Великий Саске        |      | 24 марта 1996 года    | 1          | 90         | Сиракава, Фукусима, Япония          | House show           | | [ 6 ] [ 16 ] [ 17 ]             |
| 27 | Эль Самурай          |      | 22 июня 1996 года     | 1          | 43         | Наруко, Мияги, Япония               | House show           | | [ 6 ] [ 16 ] [ 17 ]             |
| 28 | Великий Саске        |      | 4 августа 1996 года   | 2          | 68         | Токио, Столичный округ, Япония      | House show           | Чемпионат стал частью NJPW в рамках турнира J-Crown. Турнир объединял в себе разные чемпионаты из разных промоушенов под эгидой NJPW.                                                            | [ 21 ]                          |
| 29 | Ультимо Драгон       |      | 11 октября 1996 года  | 1          | 85         | Осака, Осака, Япония                | House show           | | [ 6 ] [ 16 ] [ 17 ]             |
| 30 | Дзюсин «Гром» Лайгер |      | 4 января 1997 года    | 1          | 183        | Токио, Столичный округ, Япония      | Wrestling World 1997 | | [ 23 ]                          |
| 31 | Эль Самурай          |      | 6 июля 1997 года      | 2          | 35         | Саппоро, Хоккайдо, Япония           | House show           | | [ 6 ] [ 16 ] [ 17 ]             |
| 32 | Шинджиро Отани       |      | 10 августа 1997 года  | 1          | 87         | Нагоя, Айти, Япония                 | House show           | | [ 6 ] [ 16 ] [ 17 ]             |
| —  | Титул вакантен       |      | 5 ноября 1997 года    | —          | —          | —                                   | —                    | WWF потребовали вернуть им титул и начали свою собственную историю полутяжеловесов. J-Crown был распущен, Шинджиро Отани вернул пять поясов, кроме чемпионата IWGP в тяжёлом весе среди юниоров. | [ 6 ] [ 16 ] [ 17 ] [ Прим. 1 ] |

#### Список чемпионов в WWE
С 1997 по 2001/02 годы титулом владело одиннадцать чемпионов.
| №  | Рестлер        | Фото | Дата                 | Статистика | Статистика | Статистика | Город                             | Шоу                           | Примечания | Ссылки             |
| №  | Рестлер        | Фото | Дата                 | К.Ч.       | Дней       | WWE        | Город                             | Шоу                           | Примечания | Ссылки             |
| -- | -------------- | ---- | -------------------- | ---------- | ---------- | ---------- | --------------------------------- | ----------------------------- | --- | ------------------ |
| 33 | Така Мичиноку  |      | 7 декабря 1997 года  | 1          | 315        | 314        | Спрингфилд, Массачусетс, США      | D-Generation X: In Your House | Мичиноку победил Брайана Кристофера в финале турнира и стал первым чемпионом в WWF. | [ 25 ] [ Прим. 2 ] |
| 34 | Кристиан       |      | 18 октября 1998 года | 1          | 30         | 29         | Чикаго, Иллинойс, США             | Judgment Day: In Your House   | | [ 28 ]             |
| 35 | Гилберг        |      | 17 ноября 1998 года  | 1          | 448        | 445        | Колумбус, Огайо, США              | Raw is War                    | Трансляция состоялась 23 ноября 1998 года | [ 30 ]             |
| 36 | Эсса Риос      |      | 8 февраля 2000 года  | 1          | 34         | 31         | Остин, Техас, США                 | Sunday Night Heat             | Трансляция состоялась 13 февраля 2000 года | [ 32 ]             |
| 37 | Дин Маленко    |      | 13 марта 2000 года   | 1          | 35         | 34         | Ист-Ратерфорд, Нью-Джерси, США    | Raw is War                    | | [ 34 ]             |
| 38 | Скотти 2 Хотти |      | 17 апреля 2000 года  | 1          | 8          | 9          | Стейт Колледж, Пенсильвания, США  | Raw is War                    | | [ 35 ]             |
| 39 | Дин Маленко    |      | 25 апреля 2000 года  | 2          | 322        | 321        | Шарлотт, Северная Каролина, США   | SmackDown!                    | Трансляция состоялась 27 апреля 2000 года | [ 37 ]             |
| 40 | Крэш Холли     |      | 21 марта 2001 года   | 1          | 47         | 44         | Анахайм, Калифорния, США          | Heat                          | Трансляция состоялась 18 марта 2001 года | [ 39 ]             |
| 41 | Джерри Линн    |      | 29 апреля 2001 года  | 1          | 37         | 38         | Чикаго, Иллинойс, США             | Heat                          | | [ 40 ]             |
| 42 | Джефф Харди    |      | 5 июня 2001 года     | 1          | 20         | 17         | Гранд-Форкс, Северная Дакота, США | SmackDown!                    | Трансляция состоялась 7 июня 2001 года | [ 42 ]             |
| 43 | X-Pac          |      | 25 июня 2001 года    | 1          | 42         | 41         | Нью-Йорк, Нью-Йорк, США           | Raw is War                    | 30 июня 2001 года X-Pac победил Билли Кидмена стал также чемпионом WCW в первом тяжёлом весе. После победы X-Pac объединил титулы.                                                                 | [ 43 ]             |
| 44 | Таджири        |      | 6 августа 2001 года  | 1          | 13         | 12         | Анахайм, Калифорния, США          | Raw is War                    | Несмотря на объединение титулов Таджири стал только чемпионом WWF в полутяжёлом весе. Титул чемпиона WCW в первом тяжёлом весе остался у X-Pac.                                                    | [ 45 ]             |
| 45 | X-Pac          |      | 19 августа 2001 года | 2          | 201        | 91         | Сан-Хосе, Калифорния, США         | SummerSlam (2001)             | На Survivor Series (2001) должен был встретится с Таджири чемпионом WСW в первом тяжёлом весе, для окончательного объединения титулов, но матч был отменен из-за травмы X-Paca.                    | [ 47 ]             |
| —  | Упразднён      | —    | 8 марта 2002 года    | —          | —          | —          | —                                 | —                             | Чемпионат был снят с эфиров после травмы X-Pac 18 ноября 2001 года. Несмотря на это титул защищался X-Pac-ом на House show вплоть до 8 марта 2002 года, пока WWF окончательно не упразднили титул. | [ 10 ]             |

### По количеству дней владения титулом в UWA/MPW/NJPW

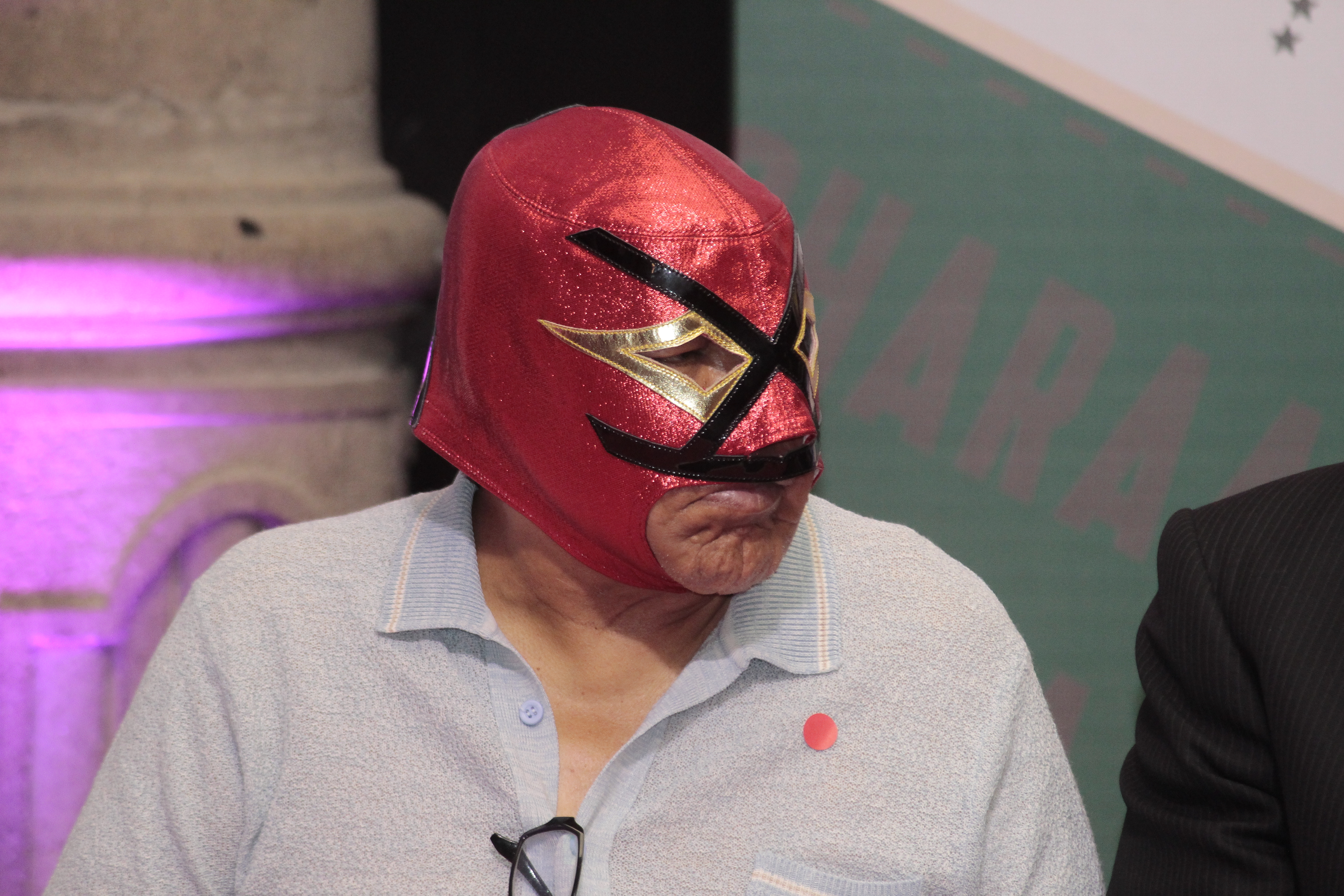
Center|Виллано III семикратный, самый длительный чемпион вне WWE.

[[Файл:Villano III masked.jpg|thumb|right|200px|
| Символ | Значение            |
| ------ | ------------------- |
| X+     | Действующий чемпион |

На июль 2025 года
| №  | Рестлер              | Чемпионских титулов | Дней чемпионства |
| -- | -------------------- | ------------------- | ---------------- |
| 1  | Виллано III          | 7                   | 2040             |
| 2  | Перро Агуайо         | 7                   | 956              |
| 3  | Эль Сигно            | 1                   | 563              |
| 4  | Кид Пегас            | 1                   | 560              |
| 5  | Аэро Флэш            | 1                   | 282              |
| 6  | Рэмбо                | 1                   | 281              |
| 7  | Сангре Чикана        | 2                   | 237              |
| 8  | Дзюсин «Гром» Лайгер | 1                   | 181              |
| 9  | Гран Хамада          | 2                   | 163              |
| 10 | Великий Саске        | 2                   | 158              |
| 11 | Фишман               | 2                   | 137              |
| 12 | Шинджиро Отани       | 1                   | 87               |
| 13 | Ультимо Драгон       | 1                   | 85               |
| 14 | Эль Самурай          | 2                   | 78               |
| 15 | Крис Адамс           | 1                   | 56               |

### По количеству дней владения титулом в WWE

Center|Гилберг, самый длительный чемпион в WWE.

[[Файл:Image of none.svg|thumb|right|200px|
| Символ | Значение            |
| ------ | ------------------- |
| X+     | Действующий чемпион |

На июль 2025 года
| №  | Рестлер        | Чемпионских титулов | Количество дней владения титулом | Количество дней владения титулом |
| №  | Рестлер        | Чемпионских титулов | C даты завоевания                | Признанные федерацией            |
| -- | -------------- | ------------------- | -------------------------------- | -------------------------------- |
| 1  | Гилберг        | 1                   | 448                              | 445                              |
| 2  | Дин Маленко    | 2                   | 357                              | 355                              |
| 3  | Така Мичиноку  | 1                   | 315                              | 314                              |
| 4  | X-Pac          | 2                   | 243                              | 132                              |
| 5  | Крэш Холли     | 1                   | 47                               | 44                               |
| 6  | Джерри Линн    | 1                   | 37                               | 38                               |
| 7  | Эсса Риос      | 1                   | 34                               | 31                               |
| 8  | Кристиан       | 1                   | 30                               | 29                               |
| 9  | Джефф Харди    | 1                   | 20                               | 17                               |
| 10 | Таджири        | 1                   | 13                               | 12                               |
| 11 | Скотти 2 Хотти | 1                   | 8                                | 9                                |

### Комментарии
1. 1 2  Royal Duncan & Gary Will. Mexico: UWA WWF World Light Heavyweight Title // Wrestling Title Histories (неопр.). — 4th. — Archeus Communications, 2006. — С. 399. — ISBN 0-9698161-5-4.
2. ↑  Таблица турнира за титул Чемпиона WWF в полутяжёлом весе